# اسوتوسلاو دیاکوف
اسوتوسلاو دیاکوف (بلغاری: Светослав Дяков؛ زادهٔ ۳۱ مهٔ ۱۹۸۴) بازیکن فوتبال اهل بلغارستان است.
از باشگاه‌هایی که در آن بازی کرده است می‌توان به باشگاه فوتبال لودوگورتس رازگراد و باشگاه فوتبال لوکوموتیو صوفیه اشاره کرد.
وی همچنین در تیم‌های ملی فوتبال زیر ۲۱ سال بلغارستان و بلغارستان بازی کرده است.